# Weißkirchen in Steiermark
Weißkirchen in Steiermark is een gemeente (marktgemeinde) in de Oostenrijkse deelstaat Stiermarken. Ze maakt deel uit van het district Murtal en telt 4847 inwoners (2022).

## Geschiedenis
Weißkirchen in Steiermark maakte deel uit van het district Judenburg, tot dit op 1 januari fuseerde met het district Knittelfeld tot het huidige district Murtal. Op diezelfde dag werden Eppenstein, Maria Buch-Feistritz en Reisstraße in de gemeente Weißkirchen in Steiermark opgenomen.
Stadsgemeenten:
Judenburg · Knittelfeld · Spielberg · Zeltweg

Marktgemeenten:
Kobenz · Obdach · Pöls-Oberkurzheim · Pölstal · Seckau · Unzmarkt-Frauenburg · Weißkirchen in Steiermark

Overige gemeenten:
Fohnsdorf · Gaal · Hohentauern ·  Lobmingtal ·  Pusterwald · Sankt Georgen ob Judenburg · Sankt Marein-Feistritz · Sankt Margarethen bei Knittelfeld · Sankt Peter ob Judenburg
- Gemeinsame Normdatei: 4660471-6
- MusicBrainz: 814f7861-1a18-40e0-a768-4711d79d1c77
- Virtual International Authority File: 236568825